# Grover Washington Jr.
Grover Washington, Jr. (12 de dezembro de 1943 - 17 de dezembro de 1999) foi um saxofonista e músico de soul e jazz estadunidense, mais conhecido por ser um dos criadores do Smooth jazz. Morreu aos 56 anos de ataque cardíaco.

## Carreira

### Primeiros anos
Washington nasceu em Buffalo, Nova York, em 12 de dezembro de 1943. Sua mãe cantava no coral da igreja e seu pai era um colecionador de discos de jazz e saxofonista. Ele cresceu ouvindo os grandes jazzistas e líderes de Big Bands como Benny Goodman, Fletcher Henderson e entre outros. Aos 8 anos, seu pai o deu um saxofone. Ele praticou e iria se esgueirar em clubes para ver alguns músicos de blues famosos de Buffalo.
Durante o serviço militar ele conheceu Billy Cobham que o apresentou a outros músicos em Nova York, no início de 1970, trabalhando nos dois primeiros álbuns para Prestige Records: Leon Spencer, juntamente com Idris Muhammad e Melvin Sparks. Sua grande chance veio quando o saxofonista Hank Crawford não apareceu para gravar na Kudu Records, a gravadora do Creed Taylor. A sessão de gravação deu-lhe a oportunidade de gravar o seu primeiro álbum, Inner City Blues, tornando-se um músico profissional.

### O êxito
Embora conhecido entre os músicos de jazz, o seu quarto álbum, o Mister Magic (1974), teve um reconhecimento comercial. O álbum alcançou a posição número 10 na Billboard Top 40 e a faixa-título alcançou a posição nº 16 nas paradas de R&B e a 54ª posição nas paradas de sucesso. Seu álbum seguinte, Feels So Good (1975) também alcançou o número 10. Seu álbum Winelight (1980), que inclui uma colaboração com Bill Withers, "Just The Two of Us", foi classificada como disco platina em 1981 e obteve dois prêmios Grammy em 1982 (Melhor Canção de R&B por Just the Two of Us e Melhor Performance de Jazz Fusion para Winelight). Ele ajudou a promover uma nova geração de músicos.

### Morte
Ele faleceu em 17 de dezembro de 1999, depois de sofrer um ataque cardíaco nos estúdios da CBS em Nova York, após a gravação de The Saturday Early Show.

## Discografia
- 1971: Inner City Blues (Kudu Records/CTI)
- 1972: All the King's Horses (Kudu Records)
- 1973: Soul Box   (Kudu Records)
- 1974: Mister Magic   (Kudu Records)
- 1975: Feels So Good    (Kudu Records)
- 1976: A Secret Place   (Kudu Records)
- 1977: Live At The Bijou   (Kudu Records)
- 1978: Reed Seed   (Motown)
- 1979: Paradise   (Elektra)
- 1980: Skylarkin'   (Motown)
- 1980: Winelight   (Elektra)
- 1980: Come Morning   (Elektra)
- 1981: Baddest   (Motown)
- 1982: The Best Is Yet To Come   (Elektra)
- 1984: Inside Moves   (Elektra)
- 1986: House Full Of Love (Music from The Cosby Show)   (Columbia)
- 1987: Strawberry Moon   (Columbia)
- 1988: Then and Now   (Columbia)
- 1989: Time Out of Mind   (Columbia)
- 1992: Next Exit   (Columbia)
- 1994: All My Tomorrows   (Columbia)
- 1996: Soulful Strut   (Columbia)
- 1997: Breath of Heaven: A Holiday Collection (Columbia)
- 2000: Aria   (Columbia)
- 2001: Discovery - The First Recordings   (Prestige)
- 2010: Grover Live  (G-Man Productions, Inc.)

## Singles
| Ano  | Singles                   | US Pop | US R&B |
| ---- | ------------------------- | ------ | ------ |
| 1971 | "Inner City Blues"        | —      | 42     |
| 1972 | "Mercy Mercy Me"          | —      | —      |
| 1972 | "No Tears in the End"     | —      | 49     |
| 1973 | "Masterpiece"             | —      | —      |
| 1975 | "Mister Magic"            | 54     | 16     |
| 1976 | "Knucklehead"             | —      | —      |
| 1977 | "Summer Song"             | —      | 57     |
| 1978 | "Do Dat"                  | —      | 75     |
| 1979 | "Tell Me About It Now"    | —      | —      |
| 1980 | "Snake Eyes"              | —      | —      |
| 1980 | "Winelight"               | —      | —      |
| 1981 | "Just the Two of Us"      | 2      | 3      |
| 1982 | "Be Mine (Tonight)"       | 92     | 13     |
| 1982 | "Jamming"                 | —      | 65     |
| 1983 | "The Best Is Yet to Come" | —      | 14     |
| 1984 | "Inside Moves"            | —      | —      |
| 1987 | "Summer Nights"           | —      | 35     |
| 1989 | "Jamaica"                 | —      | —      |
| 1990 | "Sacred Kind of Love"     | —      | 21     |
| 1992 | "Love Like This"          | —      | 31     |